# 薩爾瓦多醫院
薩爾瓦多醫院（西班牙語：Hospital El Salvador）是位於薩爾瓦多首都聖薩爾瓦多的大型醫院，亦是拉丁美洲最大的醫療機構，建於2020年3－6月，由原國際會展中心改建而成，用以應對薩爾瓦多的2019冠狀病毒病疫情，該院專門收治感染2019冠狀病毒病的患者。薩爾瓦多醫院原先僅計畫臨時性興建，但其於2020年6月宣布將成為永久性醫院，該院在興建的第一期工程引進了400張病床，而病床總數原預計在第三期工程完工後增加到2,000張，惟三期工程竣工後成為疫苗接種設施而未被作為醫院使用。
疫情趨緩後，薩爾瓦多醫院將新建一座醫學研究所，並設有衛生部辦公室。

## 歷史

### 興建及改造

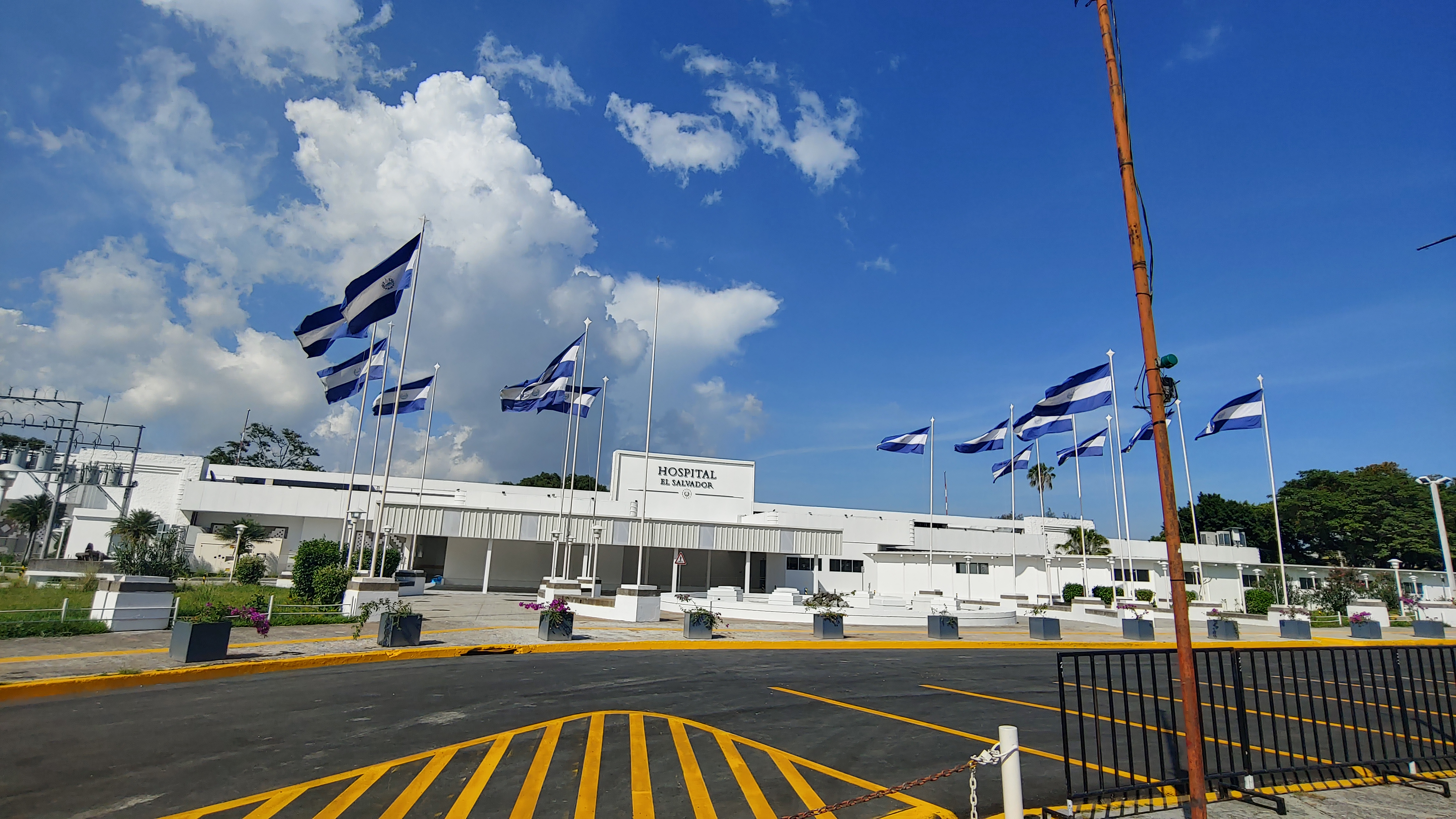
醫院正門

2020年3月14日，薩爾瓦多總統納伊布·布格磊宣布將在該國的國際會展中心內建造一座臨時醫院，當時薩爾瓦多境內還未通報任何2019冠狀病毒病病例，但布格磊預測該國的醫療體系很可能在疫情爆發後「崩潰」（collapse）。薩爾瓦多審計法院於同年4月建議將新醫院建設成永久醫院，法院院長則提議將原來的國際會展中心移至他處。醫院施工期間，施工人員被分配成三個工作班次以加快工程進度。2020年5月，薩爾瓦多公共工程和運輸部的兩名工人對病毒的檢測呈現陽性，興建工程因而暫停。
2020年6月22日，總統納伊布·布格磊為醫院主持了第一期工程的落成典禮，同時宣布醫院因投資鉅額而將成為永久改建，並將其命名為「薩爾瓦多醫院」，醫院在隔日正式啟用。落成典禮不對外向記者開放，政府官員亦多次拒絕攝影師進入典禮現場。整座醫院耗資7,500萬美元，其中2,500萬美元用於改建國際會展中心（第一期工程），占地36,000平方（390,000平方英尺），設有血庫、太平間和患者監控中心等設施，薩爾瓦多政府也在開院同時開始招聘醫療及行政人員。在2019冠狀病毒病疫情爆發前，薩爾瓦多全國有30張加護病床（ICU），而薩爾瓦多醫院第一期工程完成後將增加至157張。
薩爾瓦多大學於醫院落成後發布了一份新聞稿，呼籲薩爾瓦多醫院最終轉型為該大學的醫學院。而會計法院留意到自醫院啟用後，薩爾瓦多衛生部都未曾允許審計人員和記者進入太平間等重要區域以檢查改建後的會展中心是否具備醫院必要的基礎設備。2021年3月，薩爾瓦多審計法院指出醫院的施工過程存在63處異常，包括缺乏汙水處理設施等。
最後階段的第三期工程由於需興建全新的建築，因此於2020年10月的工程進較為緩慢，比計畫的時間延遲了2個月，該國政府預計第三期建築將於2021年1月投入使用。直至2021年3、4月初時該國公共工程和運輸部長宣稱已完工，惟仍有工人進出醫院。第三期建築最終於同年4月13日啟用，用於大規模接種疫苗。

### 疫情趨緩
由於2019冠狀病毒病疫情感染病例逐漸減少，醫護人員於2022年4、5月自薩爾瓦多醫院調往其他醫療機構。同年4月，薩爾瓦多政府提議將該醫院改建為專責處理複雜病例的專業醫院，衛生部工會則批評該醫院的未來規劃缺乏透明度和明確性。2022年8月，2019冠狀病毒病疫苗接種中心關閉。截至2023年5月，衛生部部長弗朗西斯科·阿拉比（Francisco Alabi）報告稱院內已經沒有2019冠狀病毒病的住院患者。
衛生部的其他職能部門依序遷入醫院大樓，包括該部的技術團隊辦公室。2022年9月，薩爾瓦多政府宣布在醫院成立醫學研究所。

## 設備
薩爾瓦多醫院的第一期工程完工後有400張病床，其中包括105張加護病床和295普通病床，醫院計畫在第三期工程完工後將病床數增加至2,000，其中包含1,083張加護病床。第二和第三期工程預計原於2020年8月完工，但三期工程因招標問題而延誤2個月，其將在原國際會展中心停車場興建一座三層樓建築。
薩爾瓦多境內所有在其他醫院治療的2019冠狀病毒病病例均會被轉院至薩爾瓦多醫院，以舒緩該國的醫療衛生體系。但薩爾瓦多醫學界協會（Colegio Médico Milton Brizuela）2020年7月的一份報告顯示，薩爾瓦多醫院僅使用了其25％的容納空間。協會主席於同年12月進一步警告，由於醫院的三期工程尚未完工，而院內已住滿冠狀病毒病患者，醫療系統具有崩潰風險。

## 爭議
2020年12月發表於醫學期刊《刺胳針》的文章針對薩爾瓦多醫院作出介紹，但獨立資訊網站《放大镜下看健康》（Salud con Lupa）揭露文章的意見內容是由薩爾瓦多政府出資撰寫。2021年4月，一封致《刺胳針》的公開信表明對醫院設計上的質疑。
2021年11月，醫院的建築師喬納森·蒙松（Jonathan Monzón）被發現未取得其建築學士學位。

## 外部連結
- 薩爾瓦多醫院的Facebook專頁
- 薩爾瓦多醫院的X（前Twitter）